# Форт Джордж
Форт Джордж (англ. Fort George) — военный форт на полуострове Тичфилд в городе Порт-Антонио, округ Портленд, Ямайка.
Инициатива строительства форта в Порт-Антонио впервые была высказана в 1728 году, когда комитеты парламента Ямайки встретились, чтобы рассмотреть меры по воспрепятствованию возможному испанскому вторжению на остров. В 1729 году перед военным инженером Кристианом Лилли была поставлена задача спроектировать и построить форт, который после завершения строительства получил имя Форт-Джордж в честь короля Георга I. Лилли построил некоторые из стен Королевской цитадели в Плимуте, и бастион Форт-Джордж был разработан как уменьшенная версия Цитадели.
Строительство Форт-Джорджа служило достижению сразу двух целей: во-первых, он помогал защитить остров от иностранного вторжения, а во-вторых, позволял противостоять угрозе со стороны марунов - беглых рабов - в области. Область между Форт-Джорджем и Форт-Холдейном в соседнем Порт-Мария была очагом нескольких крупных восстаний на острове в середине XVIII века. Одним из самых известных было восстание Тэкки против английского господства, которое длилось пять месяцев.
Форт Джордж был рассчитан на размещение батареи из 22 орудий, в том числе 8 больших пушек, и имеет толстые 10-футовые стены. Форт был использован во время Второй мировой войны в качестве тренировочной базы и базы снабжения для британского военно-морского флота. Казармы крепости в настоящее время используются как классы средней школы Titchfield. Большая часть форта была утрачена в течение почти 300 лет с момента его строительства, и все, что осталось - это часть стен и артиллерийская батарея.